# 雙線尖唇魚
雙線尖唇魚又名多線唇魚（学名：Oxycheilinus digrammus），又名雙線龍、汕散仔、闊嘴郎、雙線鸚鯛，为輻鰭魚綱鱸形目隆頭魚亞目隆頭魚科尖唇魚屬下的一个种，分布於印度太平洋區，從紅海、東非至馬紹爾群島、美屬薩摩亞海域，棲息深度3-60公尺，本魚體呈長卵圓形，尾鰭後緣截形，上下葉略突出，頭部及身體上半部為橄欖綠，下半部為紅色，頭部側面下方有數條暗色斜帶，上半部則有數條不規則的紅色縱紋。口大、前位且斜裂，下和略長於上頷，背鰭硬棘9、背鰭軟條10枚、臀鰭硬棘3枚、臀鰭軟條8-11枚，體長可達40公分，棲息在珊瑚生長茂盛的潟湖及礁石區，單獨活動，屬肉食性，以貝類、甲殼類、海膽等為食，可作為食用魚及觀賞魚。該物種與鬚鯛科魚類一起游泳，並改變其顏色以模仿這些魚，然後它從群體中飛出去捕捉小魚。